# Michał Wiszniewski
Michał Wiszniewski, född 27 september 1794 Lipówka vid Rohatyn, död 22 december 1865 i Nice, var en polsk litteraturhistoriker. 
Wiszniewski studerade vid Edinburghs universitet, gjorde upprepade resor i Frankrike och Italien, var 1830–46 professor i historia och litteraturhistoria vid Krakóws universitet.  Efter oroligheterna i Galizien flyttade han till utlandet 1847 drev senare bankirrörelse i Genua. 
Wiszniewskis första arbeten var av filosofiskt innehåll Bakona metoda tłumaczenia natury (Bacons metod att förklara naturen; 1834) och Charaktery rozumów ludzkich (Om det mänskliga förnuftets karaktärsdrag, 1837; ny upplaga 1884), men sedan övergick han till polsk litteraturforskning, Pomniki historji i literatury polskiej (fyra delar, 1835–36) och Historja litteratury polskiij (nio delar, 1840–57). Hans filosofiska studie om självuppfostran, Mýsli o uksztalceniu samego siebie, utgavs 1873 jämte biografi av Ludwik Niesiołowski.